# Tórtora turca

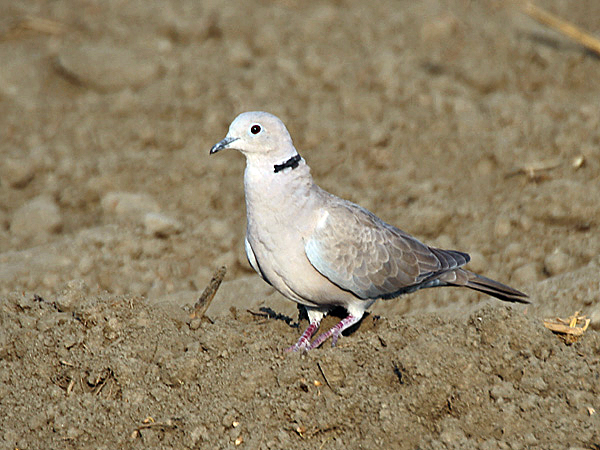
Tórtora turca fotografiada a l'Índia.

La tórtora turca o eurasiàtica (Streptopelia decaocto) és una espècie d'ocell de l'ordre dels columbiformes que es va començar a expandir d'una forma regular pels Països Catalans d'ençà del 1970 en què fou observada per primera vegada al Pirineu central. Continua colonitzant la Catalunya interior. El 2000 una primera parella s'ha instal·lat al Vilar de Cardener, una masia abaondonada al Solsonès.

## Morfologia
- Fa 30 cm de llargària.
- Color castany pàl·lid a les parts superiors, amb la cua i les puntes de les ales fosques i rosat vinós clar al cap i a les parts inferiors. Té mig collar negre a la part posterior del coll.
- La seua presència es nota molt perquè en vol fa un xerric agut i fort.

## Distribució geogràfica
Originàriament es trobava des del sud-est d'Europa fins al Japó i el nord-est d'Àfrica però, al llarg del segle xx, s'ha anat estenent de manera natural i actualment és comuna a tot Europa. A les Illes Balears va colonitzar Mallorca durant la dècada dels 1990, Menorca el 1997, Eivissa el 1999 i Formentera el 2004. També ha estat introduïda a les Bahames (dècada dels setanta del segle passat) i Florida el 1982. A Nord-amèrica és considerada com una espècie invasora que té un comportament prou agressiu en la concurrència amb èspècies indígenes.

## Hàbitat
Acostuma a viure prop dels humans i construeix el seu niu als arbres, habitualment a les coníferes o en edificis abandonats. És sedentària, només els exemplars joves fan desplaçaments per colonitzar territoris propers al lloc on han nascut.

## Alimentació
S'alimenta bàsicament de llavors i d'invertebrats que troba a terra.

## Reproducció

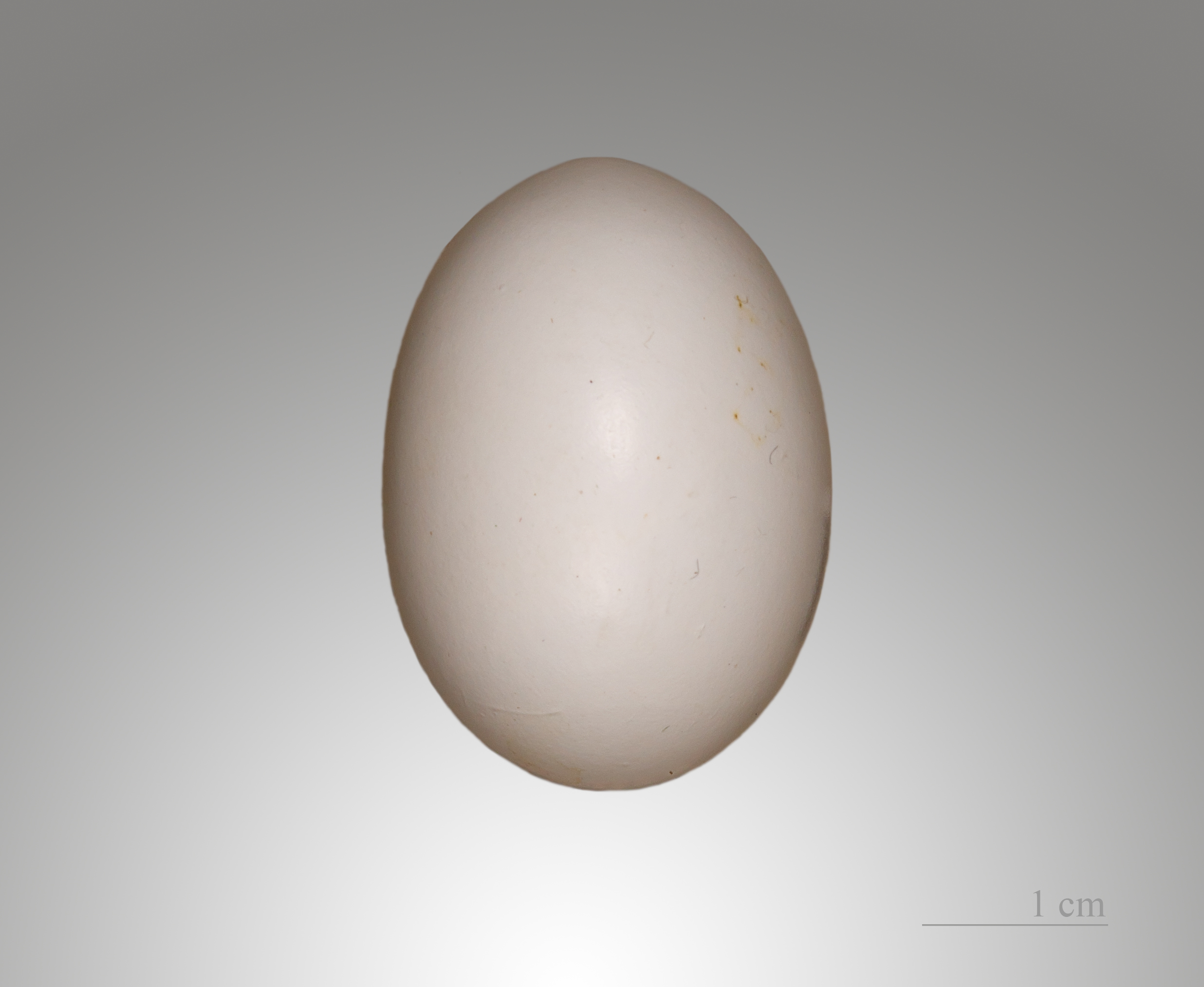
Ou

És força prolífica, ja que pot arribar a fer quatre postes de dos ous entre el març i l'octubre, però normalment en fa dos o tres. A Catalunya és força comuna.
Es pot hibridar amb la tórtora doméstica o rosa i grisa (Streptopelia roseogrisea risoria) amb la qual forma una súper-espécie junt amb d'altres tórtores africanes amb collaret.